# Ануцою, Ангел
Ангел Т. Ануцо́ю (рум. Anghel Anuțoiu; 28 декабря 1914, жудец Вранча, Румыния — 2003, там же) — румынский праведник мира, помогавший евреям в период Второй Мировой войны.

## Биография
Родился в деревне Нисторешти, жудец Вранча, жил в деревне Нэружа, тот же жудец.
Во время Второй Мировой войны Ангел служил секретарём в Румынской армии.
В период режима Чаушеску в Румынии был диссидентом и подвергался преследованиям. Режим пытался препятствовать его поездке в Иерусалим, некоторое время Ангел скрывался от румынской спецслужбы секуритате в горах, питаясь только грибами и ягодами, затем был пойман.
Скончался в 2003 году, похоронен на сельском кладбище Нэружа.

## Подвиг
Получив информацию о готовящихся облавах на евреев, Ангел передал её им, чтобы те успели вовремя скрыться от солдат. Также он помог евреям найти новые убежища. За антифашизм Ангел был уволен со своего поста и переехал в Бухарест. 14 октября 1941 года во время визита маршала Иона Антонеску на суповую кухню для ветеранов Ангел убеждал его ликвидировать лагеря для интернированных евреев и специальные нашивки, которые они должны были носить на одежде, настаивая, что недопустимо причинять вред невинным людям.

## Награды
После войны получал материальную помощь от еврейских организаций. В 1979 году признан праведником народов мира. Увековечен на специальной стене в Саду праведников, где он в 1990 году посадил оливковое дерево, в Яд Вашем, Израиль.